# Excavar

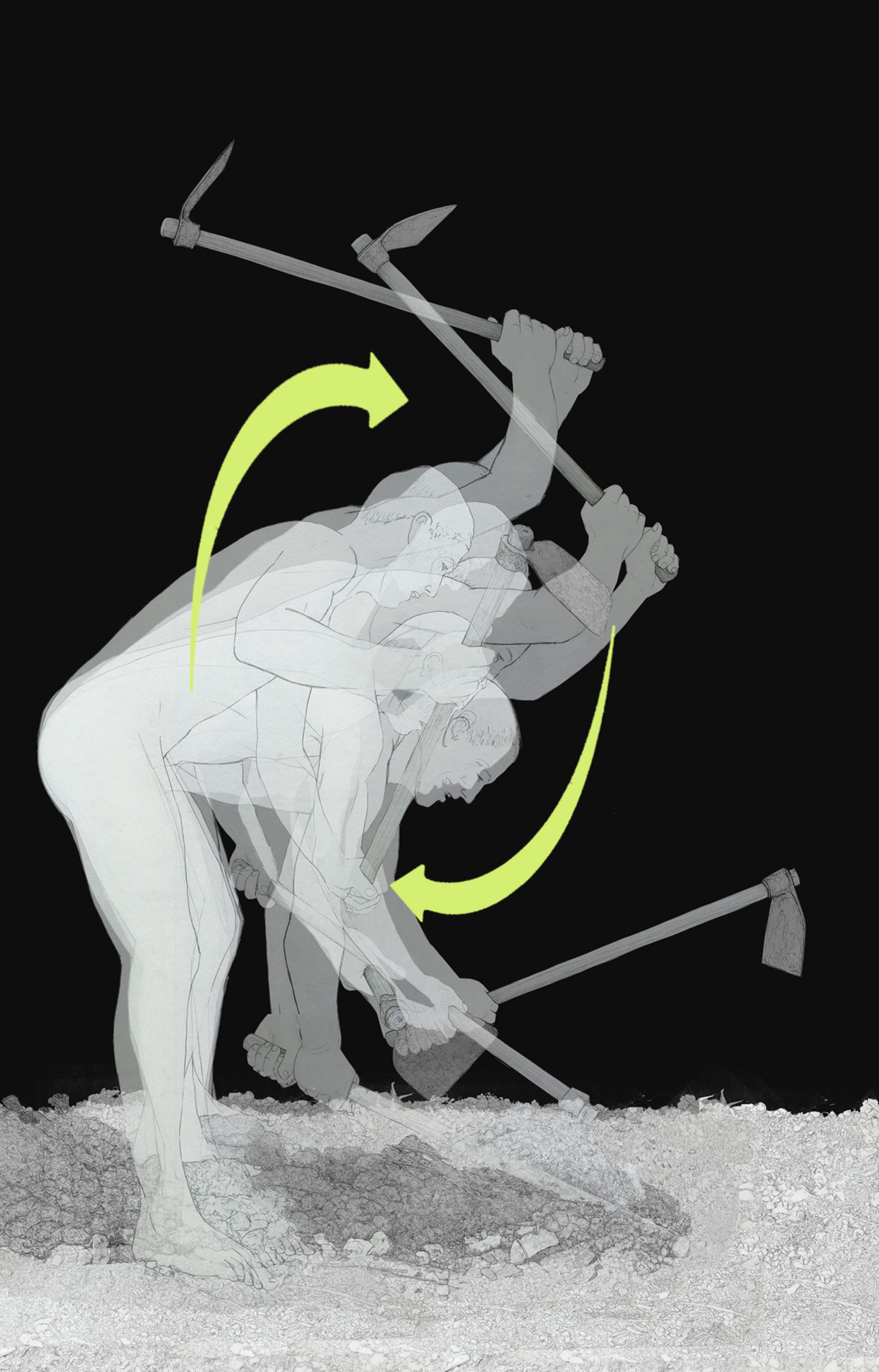
Moviments d'un home excavant. Museu Valencià d'Etnologia.

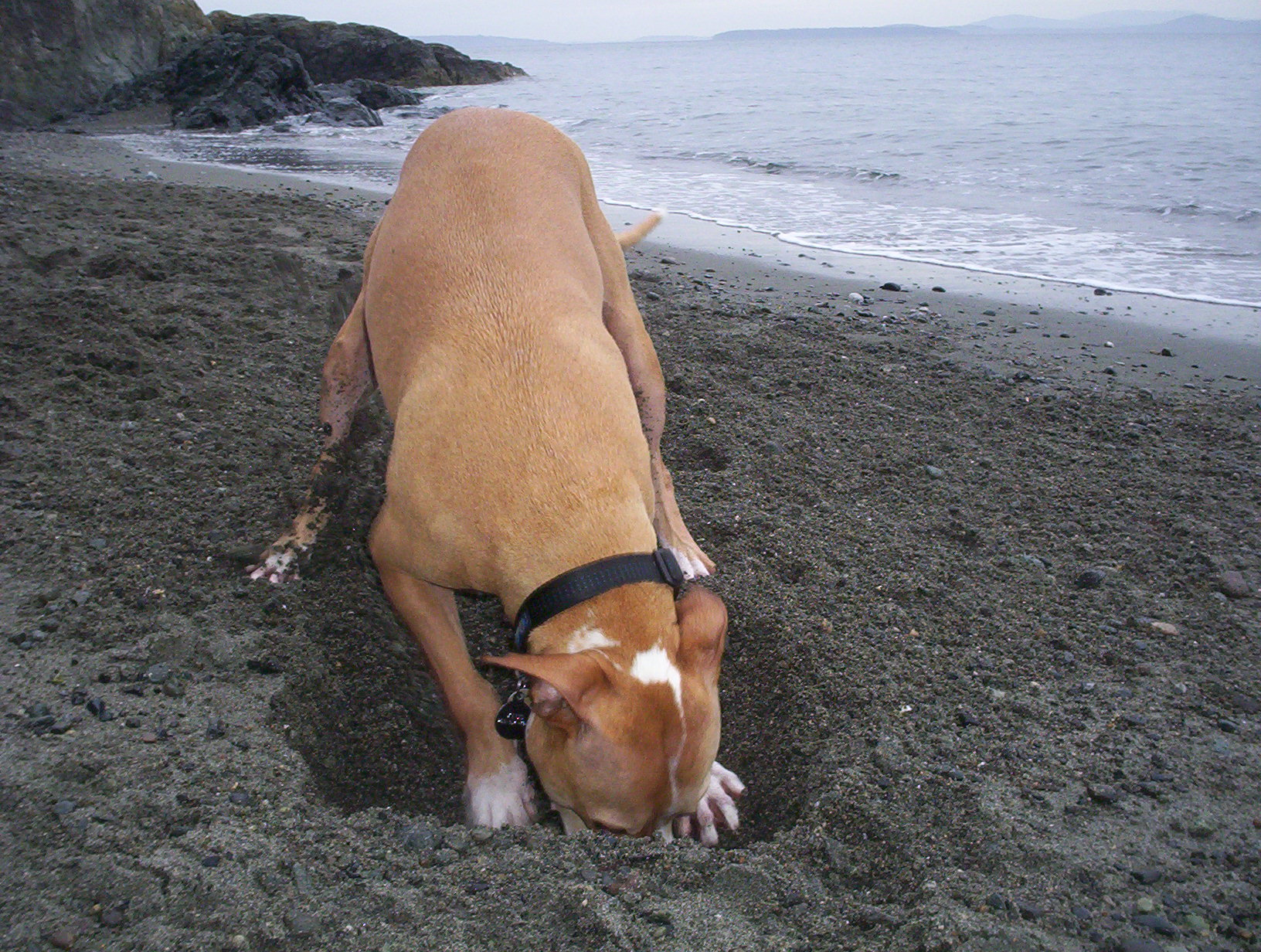
Un gos excava a la platja.

Excavar és el procés pel qual es remou material d'una superfície sòlida, generalment sòl o sorra de la superfície de la terra, mitjançant les urpes mans o ferramentes. Molts animals excaven, tant per a fer-se caus com per a buscar aigua o aliment al subsòl. El verb excavar no té el mateix significat que cavar

## Faena agrària
L'acció de trencar el perfil del sòl fins a una profunditat suficient amb un aixada o un càvec s'anomena tonyar o cavar en algunes regions. La tonyada o cavament no són la mateixa feina que la llaurada. La profunditat de la tonyada o de la cavada depenen de l'objectiu de la faena: airejar, despedregar, fer guaret, o també de la profunditat de les arrels de futura planta que s'haja de desenvolupar en el terreny.